# Microleptes
Microleptes is een geslacht van insecten uit de orde vliesvleugeligen (Hymenoptera) en de familie Ichneumonidae.

## Soorten
- M. aquisgranensis (Forster, 1871)
- M. belokobylskii Humala, 2003
- M. grandis Humala, 2003
- M. malaisei Kasparyan, 1998
- M. minor Humala, 2003
- M. obenbergeri Gregor, 1938
- M. orientalis Humala, 2003
- M. rallus Dasch, 1992
- M. rectangulus (Thomson, 1888)
- M. salisburgensis Schwarz, 1991
- M. spasskii Humala, 2003
- M. splendidulus Gravenhorst, 1829
- M. tibialis Humala, 2003